# 聯合報文學獎
聯合報文學獎，為《聯合報》所設立之文學獎，曾經和《中國時報》「時報文學獎」並列為臺灣最重要的副刊徵文獎。

## 歷史
1976年，《聯合報》開始舉辦「聯合報短篇小說獎」，鼓勵短篇小說創作。1979年易名為「聯合報小說獎」，增設極短篇、中篇、長篇小說獎。1983年一度增設散文獎，翌年又取消。1985－1987年，為支援聯合報系創辦《聯合文學》，停辦三年，1988年恢復。1991年增設新詩項目。1994年又增設散文項目，並改名「聯合報文學獎」。
2014年，《聯合報》以同類型的新人徵文獎已數量眾多為由，取消聯合報文學獎，改設「聯合報文學大獎」。